# Cirrhencyrtus diversicolor
Cirrhencyrtus diversicolor är en stekelart som först beskrevs av Compere 1939.  Cirrhencyrtus diversicolor ingår i släktet Cirrhencyrtus och familjen sköldlussteklar. Inga underarter finns listade i Catalogue of Life.